# Xysticus gattefossei
Xysticus gattefossei är en spindelart som beskrevs av Denis 1956. Xysticus gattefossei ingår i släktet Xysticus och familjen krabbspindlar.
Artens utbredningsområde är Marocko. Inga underarter finns listade i Catalogue of Life.